# Marian Kowalczyk (inżynier)

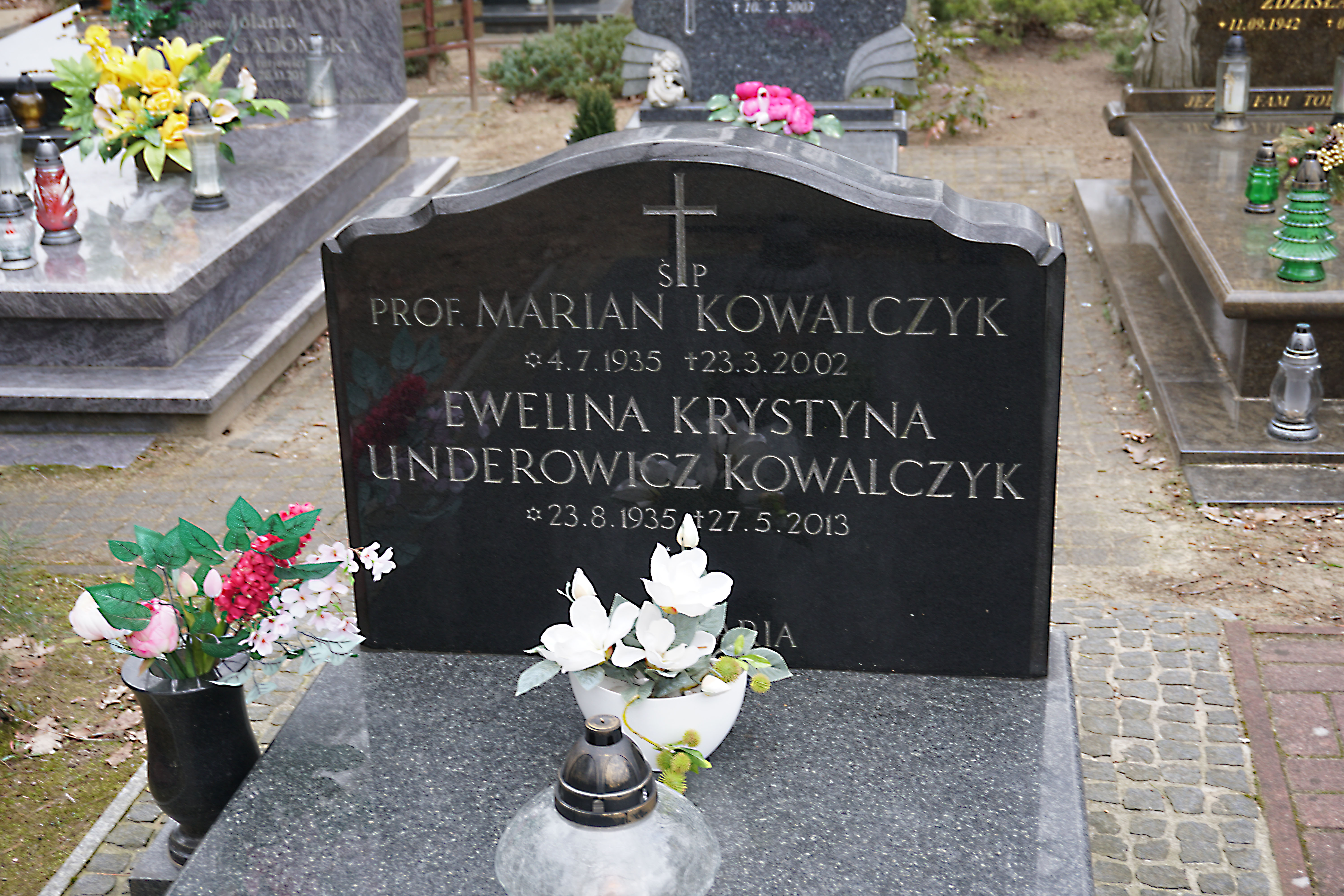
Grób profesora Mariana Kowalczyka na cmentarzu Miłostowo w Poznaniu

Marian Kowalczyk (ur. 4 lipca 1935 we Wrześni, zm. 23 marca 2002 w Poznaniu) – polski naukowiec, profesor specjalizujący się w budowie i eksploatacji maszyn, członek SAE International.

## Życiorys
Syn nauczyciela Bronisława oraz Zofii Siemiątkowskiej. W 1953 uzyskał maturę we wrzesińskim liceum, a następnie ukończył studia na Politechnice Poznańskiej, uzyskując tytuł magistra inżyniera mechanika.
Pracę zawodową rozpoczął w 1958 w Zakładach Przemysłu Metalowego H. Cegielski w Poznaniu, ale szybko wrócił na Politechnikę, gdzie przeszedł wszystkie szczeble nauczyciela akademickiego. Specjalizował się w procesach cieplnych silników wysokoprężnych i w tym zakresie uzyskał habilitację, a następnie otrzymał naukowy tytuł profesora. Opublikował 180 opracowań naukowych i jest autorem wielu patentów. Czynnie uczestniczył w konferencjach naukowych w kraju i za granicą. W Politechnice pełnił różne funkcje naukowe i organizacyjne w Wydziale Maszyn Roboczych i Pojazdów, Instytucie Silników Spalinowych i Podstaw Konstrukcji Maszyn, a także w Oddziale Poznańskim i Krakowskim Polskiej Akademii Nauk oraz Polskim Instytucie Spalania. Był członkiem amerykańskiego stowarzyszenia SAE International. Zmarł 23 marca 2002 w Poznaniu i został pochowany na cmentarzu Miłostowo w Poznaniu (pole 49, rząd A5, miejsce 23).

## Życie prywatne
Z małżeństwa z Eweliną Underowicz miał córkę Marię i syna Jędrzeja.